# San Francisco Chimalpa
San Francisco Chimalpa es un pueblo que se localiza en la parte alta del municipio de Naucalpan en el Estado de México. Abarca aproximadamente de los kilómetros 8 al 18 de la Autopista Naucalpan - Toluca. Chimalpa cuenta con más de 25,000 mil habitantes y ocupa 22 de los 150 kilómetros cuadrados de extensión con los que cuenta Naucalpan.
Siendo uno de los primeros pueblos del municipio de Naucalpan, donde ya existía vida antes de la cultura Tlatilca.

## Toponimia
El significado del nombre Chimalpa deriva del náhuatl: 
Chimalli- escudo 
Pan- Sobre o lugar 
"En el Lugar de los Escudos" o "Sobre el lugar de los escudos"
El pueblo de San Francisco Chimalpa tiene un origen muy antiguo, que data probablemente del siglo XII (12), cuando un grupo olmeca llegó
a esta zona del valle de México y contribuyó significativamente al
nacimiento de la civilización Tlatilca, se asentaron principalmente en los cerros que rodeaban al Lago de Texcoco, escogiendo este lugar debido a que tenían como algo sagrado los lugares altos. El nombre original de Chimalpa, debió ser una palabra otomí, pero sucedió en muchas ocasiones, los mexicas lo cambiaron al náhuatl después de que dominaron a estos lugares. El nombre apropiado era Chimalpan, que proviene del náhuatl chimalli,  que significa escudo o rodela, atl agua y pan en. Así que Chimalpan significa “En el Agua de los Escudos” o “El Lugar del Escudo de Agua”. Su nombre recuerda a la abundancia del vital líquido así como una probable alusión a su privilegiada localización, pues debido a su observatorio que avisa a los mexicas de la llegada de grupos contrarios; por esos se hace referencia al escudo: Chimalpa era un punto de defensa para el Anáhuac.
Otra de estas nos dice que proviene de "CHIMAL" que significa penacho y de "PAA", nombre del Jefe Supremo, entonces Chimalpa significa "Jefe Supremo del Gran Penacho".
El Instituto Nacional de Antropología e Historía en su departamento de lingüística nos dice que: Chimalpa es un nombre de origen Nahuatl que se compone de "Chimalli", escudo o escudos, y de "PAN", terminación que significa arriba o encima de. En consecuencia Chimalpa quiere decir "sobre del escudo" o "arriba de los escudos".
Otra interpretación nos dice que el nombre de Chimalpa proviene del náhuatl, que significa Lugar sobre rodelas y escudos y se deriva de Chimalli= Rodela o escudo y Pan= Lugar sobre.
EL ESCUDO:
Desde antes de la llegada de los españoles, la comunidad contaba con un escudo que les representaba y distinguía de los demás pueblos.
Durante la colonia el escudo se vio modificado y se conjugo con la cultura de los conquistadores quedando conformado de la siguiente manera:
Un retablo rectangular de un metro de altura por setenta centímetros de ancho, en la parte superior se encuentra un círculo que representa al mundo, debajo se dibuja un lienzo en forma de estandarte dividido en cuatro secciones.
En la parte superior del estandarte se encuentra una mujer trabajando en el telar de cintura, en la parte izquierda está la imagen del Jefe Supremo portando el penacho o "Chimal", del lado derecho dos brazos entrelazados que simbolizan a la religión católica, a San Francisco de Asís y a Cristo crucificado. Finalmente en la parte inferior el nombre "CHIMALPA".
siglo XVI, se construyó la iglesia del señor San Francisco de Asís y de la Inmaculada Concepción. 
1927 inicia la guerra cristera conflicto entre el gobierno y católicos cuando, el gobierno quiso cerrar la iglesia los civiles armados con palos y piedras, llegaron hasta la iglesia dispuestos a combatir.militares y cristeros eran terriblemente torturados a los quien estuviera en contra de la iglesia, los suspendían de los pulgares hasta que se le descoyuntaron los dedos, los azotaban sin misericordia, le destrozaron la boca y los dientes con piedras y palos, les cortaban las plantas de los pies y de las palmas de las manos con una navaja, brotando su sangre con la que escribió en el cemento: "Viva Cristo Rey. Muero por Cristo".y eran colgados para exibirlos al gobierno. 
1929 terminó la rebelión y permitió la apertura de la iglesia quedando seriamente dañada Para mayor información visita la págise na oficial de Chimalpa.